# Carolyn Davidson
Carolyn Davidson  es una diseñadora gráfica estadounidense, creadora en 1971 del símbolo de la empresa de confección de material deportivo Nike Inc.
El logotipo se basó en una de las alas que la diosa griega Niké tenía y los emolumentos u honorarios percibidos por su creación fueron de 35 dólares; y, ajustando por inflación de 2017, sería un valor equivalente a $225.
En 1983 recibió de la empresa un anillo de diamantes con el símbolo de Nike y 500 acciones de la compañía.